# BelAZ-7547
Der BelAZ-7547 (russisch БелАЗ-7547) ist ein Muldenkipper des belarussischen Herstellers BelAZ, der seit 2004 in Serie produziert wird. Er ist für die Beförderung großer Mengen von Abraum in tiefen Tagebauen mit schwierigen Bedingungen konzipiert.

## Entwicklungsgeschichte
Der BelAZ-7547 wurde in den 1990er-Jahren als Nachfolger für den BelAZ-7548 konzipiert. Im April 2000 wurde der erste Prototyp hergestellt und seit Mai 2003 die Serienproduktion des Lastwagens implementiert. Im Jahr 2016 entwickelte BelAZ mit dem Modell 75476 den ersten erdgasgetriebenen Muldenkipper, der auf einen modifizierten JaMS-240NM2-Motor zurückgreift. Am 11. April 2014 lief der 5000. BelAZ-7547 vom Band. Der Muldenkipper wurde laut BelAZ in die ehemaligen Sowjetrepubliken Russland, Ukraine, Kasachstan, Usbekistan, Aserbaidschan und Georgien geliefert, aber auch nach Rumänien, Tschechien, Polen, Mongolei, Vietnam, Ägypten, Benin und in die Volksrepublik China exportiert.

## Technik
Der BelAZ-7547 hat Hinterradantrieb (4×2) und erreicht maximal 50 km/h.
Er ist 8,09 m lang, 4,11 m breit und 4,39 m hoch; der Radstand beträgt 8,09 m. Er kann bei Temperaturen von −50 °C bis +50 °C eingesetzt werden. Der BelAZ-7547 wird mit unterschiedlichen Motortypen- und -arten angeboten. Neben diverser Dieselmotoren steht seit 2020 ein Erdgasantriebsanggregat zur Auswahl. In der Basisversion BelAZ-7547 ist der Lkw mit einem JaMS-240NМ2-Dieselmotor des Jaroslawski Motorny Sawods ausgestattet. Dabei handelt es sich um einen V12 mit Turboaufladung und einem Hubraum von 22,3 Litern, der bei 1600 Umdrehungen pro Minute eine Leistung von 368 kW (500 hp) erbringt. Das Motordrehmoment wird über einen hydrodynamischen Drehmomentwandler auf ein mechanisches Getriebe mit drei Fahrstufen übertragen. Die Federung funktioniert hydropneumatisch, an beiden Achsen gibt es Stabilisatoren.
Das mit Überrollschutz ausgestattete Führerhaus ist über dem Motorraum angebracht und über eine Treppen vorne am Fahrzeug erreichbar. Der Hersteller bietet verschiedene Kippmulden mit unterschiedlichen Abmessungen und Ladekapazitäten an. Sie fassen je nach Version 21,5 m³, 28,5 m³ 27,4 m³ oder 35,9 m³. Die Mulde kann mit zwei Hydraulikzylindern aus der Waagerechten in die Kippstellung gebracht werden. Die maximale Nutzlast beträgt 45 Tonnen, die Leermasse des BelAZ-7547 gibt der Hersteller mit 33,1 Tonnen an, was eine zulässige Gesamtmasse von 78,1 Tonnen ergibt.

## Versionen
- BelAZ-7547: Seit 2003; Motor JaMS-240NM2 mit 368 kW (500 hp)[6]
- BelAZ-7547D: Motor Deutz BF 8M 1015C mit 400 kW (544 hp)[1]
- BelAZ-75471: Motor JaMS-8401.10-06 mit 405 kW (551 hp)[7]
- BelAZ-75473: Motor Cummins KTA19-C mit 448 kW (610 hp)[6]
- BelAZ-75476: Dieser erdgasbetriebener Lkw befand sich im Jahr 2016 in der Testphase und wird seit 2020 auf der Firmenhomepage zum Kauf angeboten. Der verbaute Motor des Typs Kungur V12WT basiert[6] auf den Dieselmotor JaMS-240NM2, der gemeinsam vom russischen Konzern NPO Avtomatiki und von der zyprisch-russischen Firma Technologija 1604 entwickelt wurde.[8] Laut BelAZ erbringt dieses V12-Aggregat eine Leistung von 410 kW.